# Megacarpaea gigantea
Megacarpaea gigantea är en korsblommig växtart som beskrevs av Eduard August von Regel. Megacarpaea gigantea ingår i släktet Megacarpaea och familjen korsblommiga växter. Inga underarter finns listade i Catalogue of Life.

## Bildgalleri

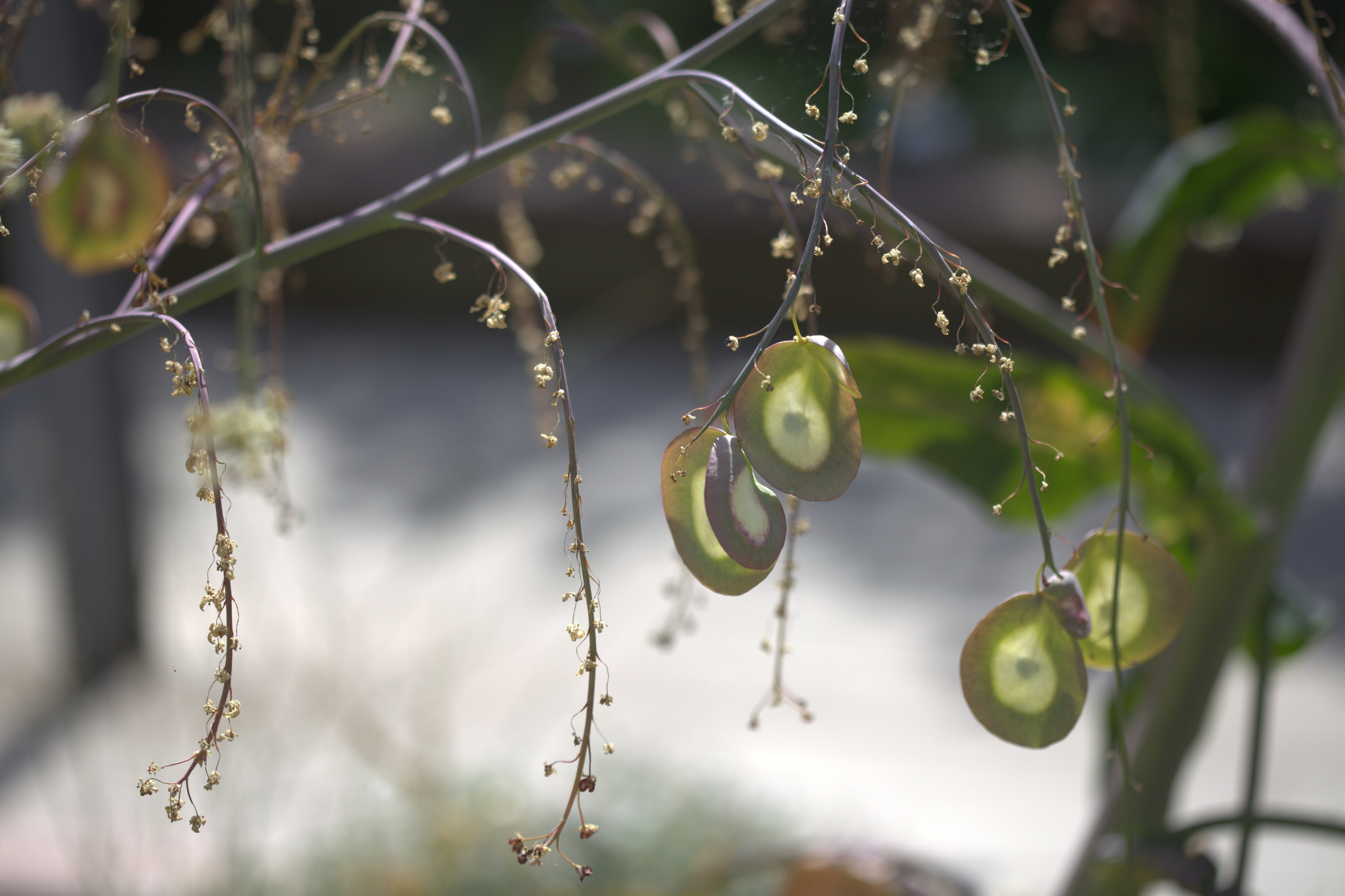
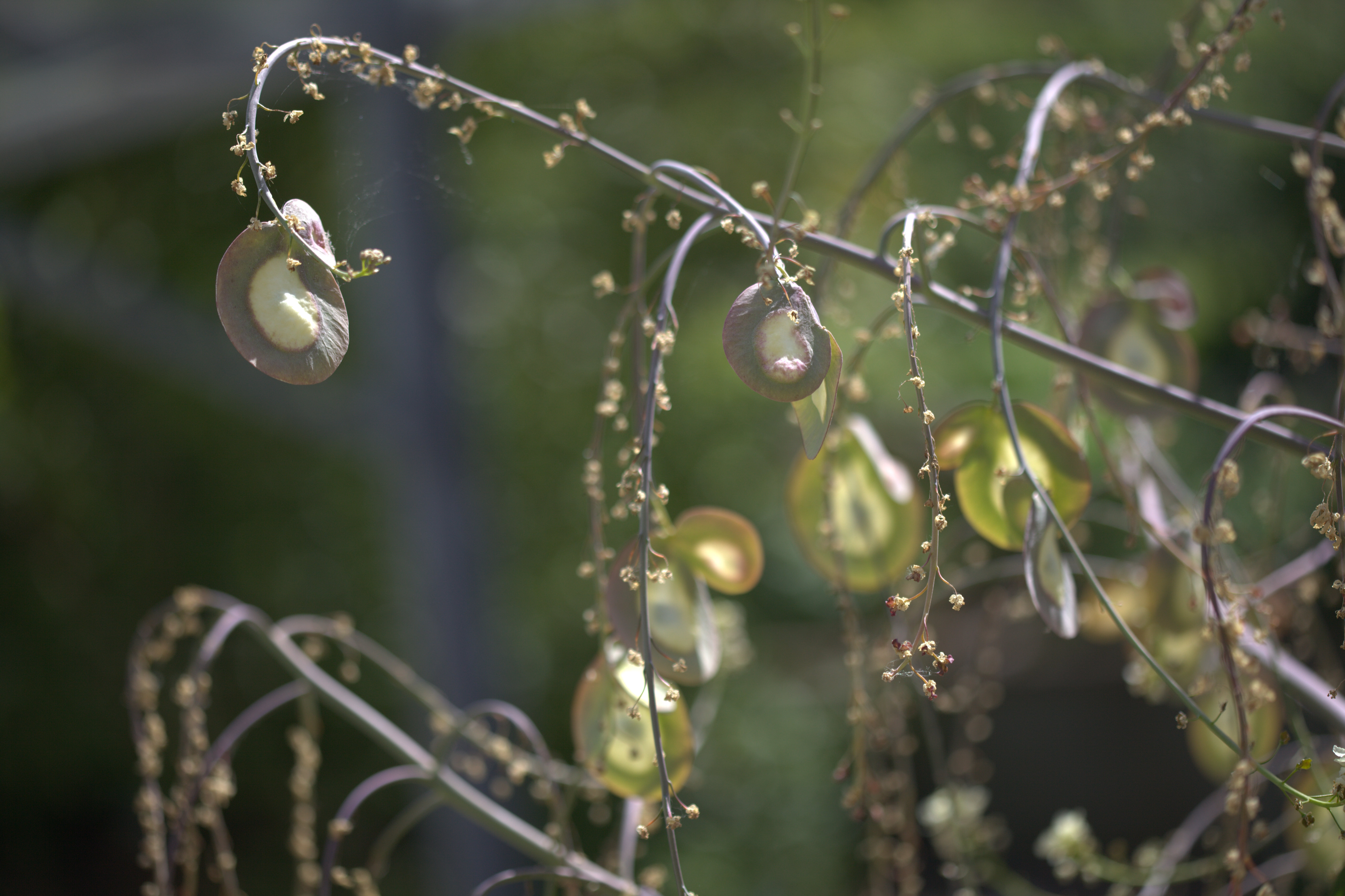
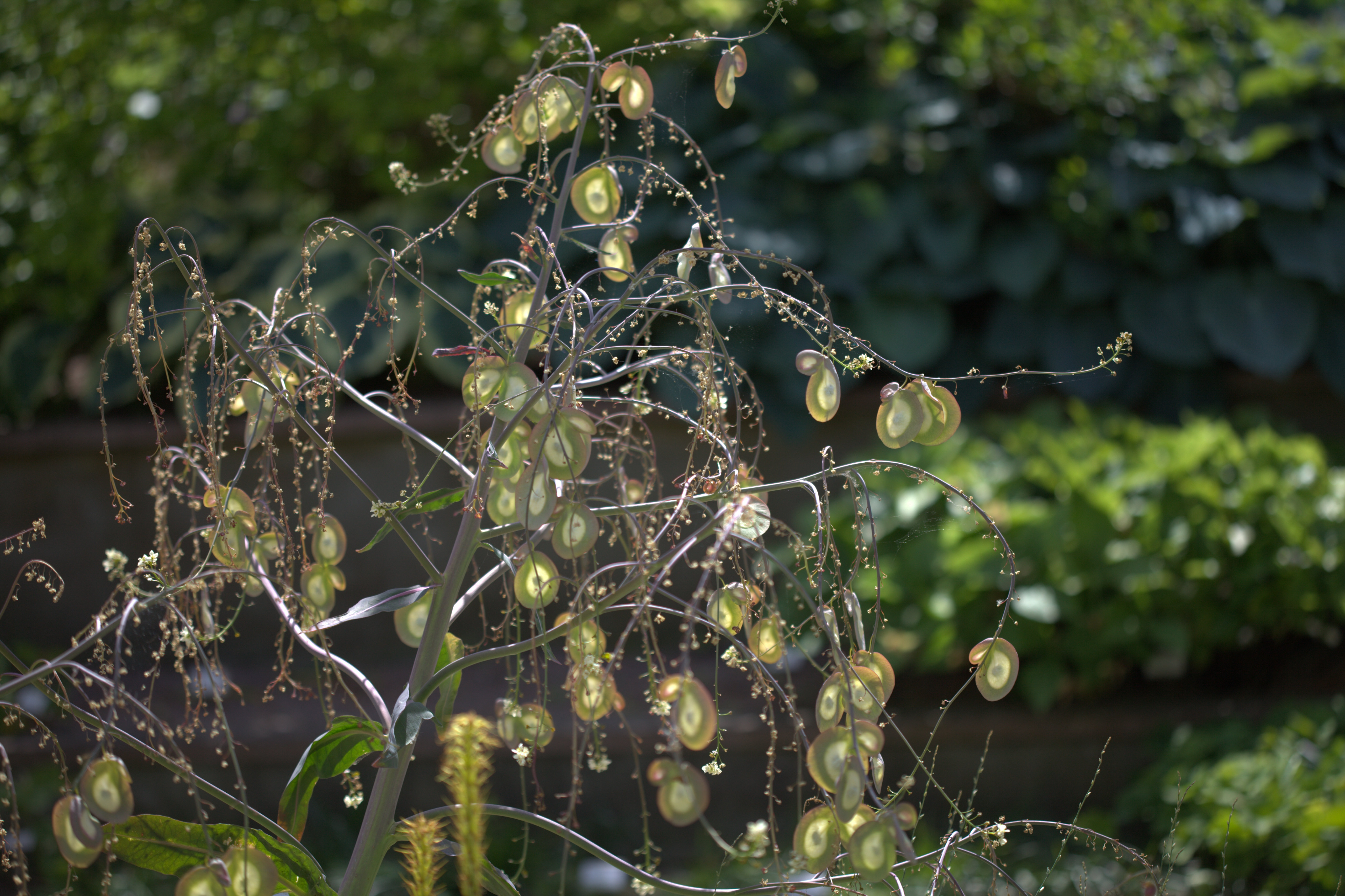